# Matthew Kelly (attore)
Matthew Kelly, all'anagrafe David Allan Kelly (Urmston, 9 maggio 1950) è un attore inglese.
Nel 2004 ha recitato sulle scene londinesi in un adattamento teatrale del romanzo Uomini e topi di John Steinbeck.